# ダン・ヒックス
ダン・ヒックス（Dan Hicks、1941年12月9日 - 2016年2月6日）は、1960年代初期から活躍しているアメリカ合衆国の歌手。スウィングやジャズ、フォーク、そしてカントリーなどをブレンドして生み出される彼の楽曲は独特で、ときに「フォーク・ジャズ」とも呼ばれる。

## 経歴
1941年にアーカンソー州リトルロックに生まれる。5歳のとき両親はサンフランシスコに移住。高校時代にラジオ放送に興味を持ち、地元ラジオ局で毎日15分放送される番組『Time Out For Teens』を受け持っていた。1965年にサンフランシスコのフォーク・バンド「ザ・シャーラタンズ」（※1990年代から活動した英国マンチェスター出身の「ザ・シャーラタンズ」とは別バンド）に加わり、中学時代から打ち込んでいたドラム・パートを担当する。時にはシャーラタンズでギターを弾いて自作の曲を歌ってもいたようである。その後、徐々にシャーラタンズを離れ、2人の女性バック・ボーカルを抱えるアコースティック・バンド「リケッツ」（Lickettes）とともに、ダン・ヒックス・アンド・ヒズ・ホットリックス（Dan Hicks and his Hot Licks）としてシャーラタンズの前座などをつとめる。
その後、ホットリックスはエピック・レコードとのアルバム契約を獲得。1969年にエピック・レコードからファースト・アルバム『ダン・ヒックス&ヒズ・ホットリックス』をリリースするが、商業的には成功しなかった。
何人かのメンバー・チェンジを行い、ブルー・サム・レコードに移籍してからホットリックスの黄金期は始まる。商業的に成功を収めたアルバム『ホエアズ・ザ・マネー』『ストライキング・イット・リッチ』『ラスト・トレイン・トゥ・ヒックスヴィル』を次々と制作するが、1973年にホットリックスを解散。ソロ活動を開始し、CMやテレビ、映画のために曲を書いている。結局、公開されることがなかったラルフ・バクシのアニメ映画のために書いた曲は、1978年にワーナー・ブラザース・レコードからアルバム『イット・ハプンド・ワン・バイト』としてリリースされている。生前はライブ活動などを精力的に行っていた。

## ディスコグラフィ

### リーダー・アルバム
- 『ダン・ヒックス&ヒズ・ホットリックス』 - Dan Hicks & His Hot Licks (1969年) ※『Original Recordings』のタイトルもある
- 『ホエアズ・ザ・マネー』 - Where's The Money? (1971年)
- 『ストライキング・イット・リッチ』 - Striking It Rich (1972年)
- 『ラスト・トレイン・トゥ・ヒックスヴィル』 - Last Train to Hicksville (1973年)
- 『イット・ハプンド・ワン・バイト』 - It Happened One Bite (1978年)
- Shootin' Straight (1994年) ※Dan Hicks & The Acoustic Warriors名義
- Return to Hicksville (1997年) ※コンピレーション
- 『アーリー・ワークス』 - Early Muses (1998年)
- 『ビーティン・ザ・ヒート』 - Beatin' The Heat (2000年)
- 『モスト・オブ・ダン・ヒックス&ヒズ・ホット・リックス』 - The Most of Dan Hicks & His Hot Licks (2001年) ※初期未発表音源集
- 『アライヴ&リッキン』 - Alive and Lickin'  (2001年)
- Dan Hicks & the Hot Licks – Featuring an All-Star Cast of Friends (2003年)
- 『セレクテッド・ショーツ』 - Selected Shorts (2004年)
- 『タングルド・テイルズ』 - Tangled Tales (2009年)
- Crazy for Christmas (2010年)
- Live at Davies (2013年) ※ライブ
- Greatest Licks - I Feel Like Singin' (2017年) ※コンピレーション